# Henrik Sullyjski (umro 1189.)
Henrik Sullyjski (Henry de Sully; † 1189.) bio je fécampski opat. 
Henrikovi su roditelji bili sullyjski grof Vilim – brat engleskog kralja Stjepana – i Vilimova supruga, Agneza Sullyjska, koja je bila dio društva Vilimove majke, Adele Normanske. Premda je Vilim bio najstariji sin gospe Adele i njenog muža, Stjepana, grofa Bloisa, Vilimov je brat Teobald postao šampanjski grof nakon očeve smrti.
Henrik je bio redovnik u opatiji Cluny.